# Уряд Малайзії
Уряд Малайзії — вищий орган виконавчої влади Малайзії.

## Голова уряду
- Прем'єр-міністр — Мохамад Махатхір (англ. Mahathir Mohamad).

## Кабінет міністрів
Склад чинного уряду подано станом на 8 листопада 2016 року.
| Логотип                                                | Міністерство                                                      | Міністр                                                   | Фото | Час на посаді | Час на посаді | Партія | Партія | Вебсайт |
| ------------------------------------------------------ | ----------------------------------------------------------------- | --------------------------------------------------------- | ---- | ------------- | ------------- | ------ | ------ | ------- |
|                                                        | Міністерство вищої освіти                                         | Ідріс Юсох (Idris Jusoh)                                  |      |               |               |        |        |         |
|                                                        | Міністерство внутрішньої торгівлі, кооперації та споживання       | Хамзан Зайнудін (Hamzah Zainudin)                         |      |               |               |        |        |         |
|                                                        | Міністерство внутрішніх справ                                     | Ахмад Захід Гаміді (Ahmad Zahid Hamidi)                   |      |               |               |        |        |         |
|                                                        | Міністерство екології та природних ресурсів                       | Ван Джунайді Туанкі Джаафар (Wan Junaidi Tuanku Jaafar)   |      |               |               |        |        |         |
|                                                        | Міністерство енергетики, зелених технологій та водних ресурсів    | Максімус Джоніті Онгкілі (Maximus Johnity Ongkili)        |      |               |               |        |        |         |
|                                                        | Міністерство жінок, сім'ї та розвитку громад                      | Рохані Абдул Карім (Rohani Abdul Karim)                   |      |               |               |        |        |         |
|                                                        | Міністерство зв'язку і мультімедіа                                | Мохд Саллех Тун Сейд Керуак (Mohd Salleh Tun Said Keruak) |      |               |               |        |        |         |
|                                                        | Міністерство землеробства                                         | Мах Сью Кеонг (Mah Siew Keong)                            |      |               |               |        |        |         |
|                                                        | Другий міністр зовнішньої торгівлі та промисловості               | Онг Ка Чуан (Ong Ka Chuan)                                |      |               |               |        |        |         |
|                                                        | Міністерство зовнішньої торгівлі та промисловості                 | Мустапа Мохамед (Mustapa Mohamed)                         |      |               |               |        |        |         |
|                                                        | Міністерство закордонних справ                                    | Аніфах Аман (Anifah Aman)                                 |      |               |               |        |        |         |
|                                                        | Міністерство людських ресурсів                                    | Річард Ріот Джаєм (Richard Riot Jaem)                     |      |               |               |        |        |         |
|                                                        | Міністерство молоді та спорту                                     | Хейрі Джамалуддін Абу Бакар (Khairy Jamaluddin Abu Bakar) |      |               |               |        |        |         |
|                                                        | Міністерство міського добробуту, житла і місцевого самоврядування | Нох Омар (Noh Omar)                                       |      |               |               |        |        |         |
|                                                        | Міністерство науки, технологій та інновацій                       | Вілфред Мадіус Тангау (Wilfred Madius Tangau)             |      |               |               |        |        |         |
|                                                        | Міністерство оборони                                              | Хішаммуддін Тун Хуссейн (Hishammuddin Tun Hussein)        |      |               |               |        |        |         |
|                                                        | Міністерство освіти                                               | Махджир Халід (Mahdzir Khalid)                            |      |               |               |        |        |         |
|                                                        | Міністерство охорони здоров'я                                     | Субраманіам (S. Subramaniam)                              |      |               |               |        |        |         |
|                                                        | Міністерство праці                                                | Фаділлах Юсуф (Fadillah Yusof)                            |      |               |               |        |        |         |
|                                                        | Міністерство сільського господарства і агропромисловості          | Ахмад Шабері Чік (Ahmad Shabery Cheek)                    |      |               |               |        |        |         |
|                                                        | Міністерство сільського і регіонального розвитку                  | Ісмаїл Сабрі ібн Яакуб (Ismail Sabri bin Yaakob)          |      |               |               |        |        |         |
|                                                        | Міністерство транспорту                                           | Ліов Тіонг Лай (Liow Tiong Lai)                           |      |               |               |        |        |         |
|                                                        | Міністерство туризму і культури                                   | Назрі Абдул Азіз (Nazri Abdul Aziz)                       |      |               |               |        |        |         |
|                                                        | Міністерство федеральних територій                                | Тенгку Аднан Тенгку Мансор (Tengku Adnan Tengku Mansor)   |      |               |               |        |        |         |
|                                                        | Міністерство фінансів                                             | Наджиб Разак (Najib Razak)                                |      |               |               |        |        |         |
| Другий міністр Джохарі Абдул Гані (Johari Abdul Ghani) | Міністерство фінансів                                             |                                                           |      |               |               |        |        |         |

### Міністри офісу прем'єр-міністра
Міністри офісу прем'єр-міністра:
- Азаліна Отман Сейд (англ. Azalina Othman Said).
- Джозеф Ентулу (англ. Joseph Entulu).
- Джаміль Хір ібн Бахаром (англ. Jamil Khir bin Baharom).
- Джозеф Куруп (англ. Joseph Kurup).
- Пол Лоу Сенг Куан (англ. Paul Low Seng Kuan).
- Ненсі Шукрі (англ. Nancy Shukri).
- Абдул Рахман Дахлан (англ. Abdul Rahman Dahlan).
- Шахідан Кассім (англ. Shahidan Kassim).
- Ві Ка Сіонг (англ. Wee Ka Siong).